# Houston
Cet article concerne la ville américaine du Texas. Pour les autres significations, voir Houston (homonymie).
Houston (/ˈhjus.tən/)  est une ville de l'État du Texas dans le Sud des États-Unis. Avec une population de 2 304 580 habitants dans les limites de la ville (en 2020) et 6 313 158 dans l'agglomération (estimations du Bureau du recensement des États-Unis, 2016), c'est la plus grande ville du Sud des États-Unis et, après Dallas, la deuxième aire urbaine de la région. Ses habitants s'appellent les Houstoniens. La ville s'étale sur trois comtés dont le principal est le comté de Harris. C'est la quatrième ville des États-Unis après New York, Los Angeles et Chicago.
Houston a une grande industrie pétrochimique ainsi qu'un port maritime ouvert sur le golfe du Mexique. La National Aeronautics and Space Administration (NASA) y a installé l'un de ses centres destiné aux astronautes. L'agglomération est dotée de la plus forte concentration de laboratoires de recherche sur la santé (Texas Medical Center).
Houston est une ville dont la croissance démographique est la seconde des États-Unis après Las Vegas. En 1900, sa population était d'environ 45 000 habitants. Selon les dernières estimations en 2016, l'agglomération comprend plus de 6,3 millions de personnes sur neuf comtés, ce qui en fait la 5e du pays.

## Géographie

### Situation et site

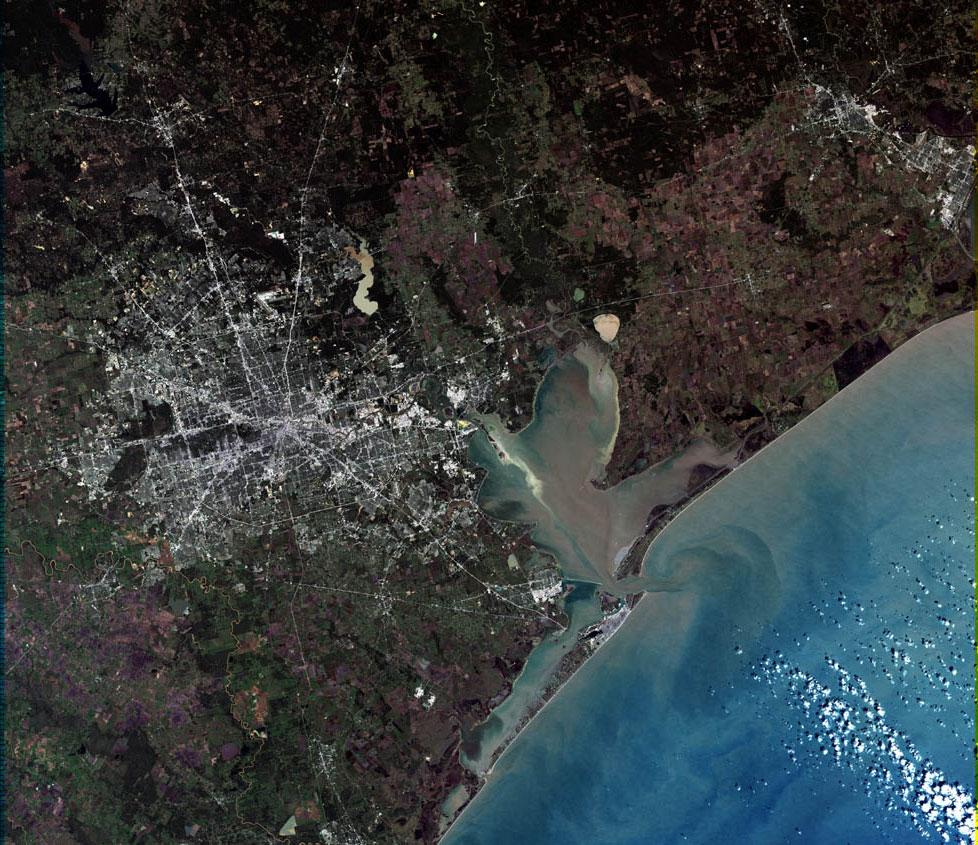
Image prise par le satellite Landsat 7.

D'après l'organisme chargé des statistiques aux États-Unis (le bureau du recensement des États-Unis), Houston occupe une superficie de 1 558,4 km2, dont 1 500,7 km2 de terre et 57,7 km2 de lacs ou rivières (soit 3,7 % de la superficie).
Quatre principaux bayous traversent la ville : le bayou Buffalo qui traverse le centre-ville, le bayou Brays qui longe le Texas Medical Center, le bayou White Oak qui traverse le quartier Heights au nord-est et le bayou Sims qui traverse le centre-ville et le sud de Houston pour aller se jeter dans le canal. Ce canal traverse Galveston et permet de rejoindre le golfe du Mexique.
Houston est une ville bâtie en terrain relativement plat. Les inondations y sont donc un problème récurrent. La ville se trouve à environ 15 mètres au-dessus du niveau de la mer, le point le plus haut étant Houston Heights.
Pour s'approvisionner en eau, la ville puisait dans les nappes phréatiques mais est maintenant obligée d'utiliser les eaux de surface, comme le lac Houston.

### Climat

Houston connaît un climat subtropical humide avec des étés très chauds voire torrides et humides et des hivers doux. La ville est située sur la plaine côtière du golfe du Mexique et sa végétation est classée dans les prairies tempérées. La plus grande partie de la ville fut construite sur des zones forestières, des marais ou des prairies, que l'on peut encore voir dans les environs. La hauteur des précipitations annuelle moyenne oscille entre 914 et 1 263,9 mm. Les vents dominants viennent du sud et du sud-est et apportent la chaleur des déserts du Mexique et l'humidité du golfe du Mexique.
En été, la température diurne peut atteindre 38 °C pendant plusieurs jours. Il n'y a pas beaucoup de vent et l'humidité (souvent entre 90 et 100 % d'humidité relative) donne l'impression qu'il fait plus chaud qu'en réalité. Pour combattre la chaleur, les voitures et les bâtiments construits après la Seconde Guerre mondiale disposent de l'air climatisé. Les orages d'été amènent parfois le développement de tornades. Les pluies ne sont pas rares dans l'après-midi et tous les jours les météorologues prévoient un risque d'averse. Les pluies estivales s'abattent sous forme de fortes et courtes averses chaudes. La température la plus élevée connue à Houston est de 43 °C le 4 septembre 2000 et le 28 août 2011 enregistrée à l'aéroport international George Bush Intercontinental.
L'hiver est frais et tempéré. Les températures oscillent entre 7 °C et 16 °C. La période la plus froide est le mois de janvier lorsque les vents du nord provoquent des averses hivernales.
La neige est rare et ne tient jamais au sol. Une tempête de neige a tout de même frappé Houston la veille de Noël en 2004. Quelques centimètres sont tombés mais tout avait disparu le lendemain après-midi. La température la plus froide jamais enregistrée fut −15 °C le 23 janvier 1940.
Le climat de Houston est souvent comparé à celui de Dallas, les deux villes connaissant des températures supérieures à 35 °C en été. Cependant, le climat de Dallas est sec tandis que celui de Houston est humide. Dallas connaît également des températures plus élevées mais le haut taux d'humidité de Houston lui donne un indice humidex plus important. En hiver, les températures sont régulièrement négatives à Dallas, rarement à Houston.
Comme beaucoup de zones du Texas, Houston est souvent envahi par les fourmis rouges.
Houston bénéficie d'un ensoleillement très élevé avec 2 577,6 heures en moyennes par an.
| Mois                                            | jan.  | fév.  | mars  | avril | mai   | juin  | jui.  | août  | sep.  | oct.  | nov.  | déc.  | année   |
| ----------------------------------------------- | ----- | ----- | ----- | ----- | ----- | ----- | ----- | ----- | ----- | ----- | ----- | ----- | ------- |
| Température minimale moyenne (°C)               | 5,8   | 7,7   | 11    | 14,9  | 19,4  | 22,6  | 23,6  | 23,4  | 20,6  | 15,7  | 10,8  | 6,6   | 15,2    |
| Température moyenne (°C)                        | 11,5  | 13,3  | 16,9  | 20,7  | 24,8  | 27,7  | 28,9  | 29    | 26,3  | 21,7  | 16,6  | 12,8  | 20,8    |
| Température maximale moyenne (°C)               | 17,1  | 19    | 22,7  | 26,4  | 30,1  | 32,9  | 34,3  | 34,6  | 32    | 27,7  | 22,4  | 17,9  | 26,4    |
| Record de froid (°C)                            | −15   | −14   | −6    | −1    | 7     | 11    | 17    | 12    | 7     | −2    | −7    | −14   | −15     |
| Record de chaleur (°C)                          | 31    | 33    | 36    | 35    | 37    | 42    | 41    | 43    | 43    | 37    | 32    | 29    | 43      |
| Ensoleillement (h)                              | 142,6 | 155,4 | 192,2 | 210   | 248   | 282   | 294,5 | 269,7 | 237   | 229,4 | 168   | 148,8 | 2 577,6 |
| Précipitations (mm)                             | 85,9  | 81,3  | 86,6  | 84,1  | 129,3 | 150,6 | 96,3  | 95,5  | 104,6 | 144,8 | 110,2 | 95    | 1 263,9 |
| dont nombre de jours avec précipitations ≥ 1 mm | 7,1   | 6,7   | 6,2   | 5     | 6,5   | 8,8   | 7,2   | 6,8   | 6,5   | 6,4   | 6,7   | 7,2   | 81      |

### Catastrophes naturelles

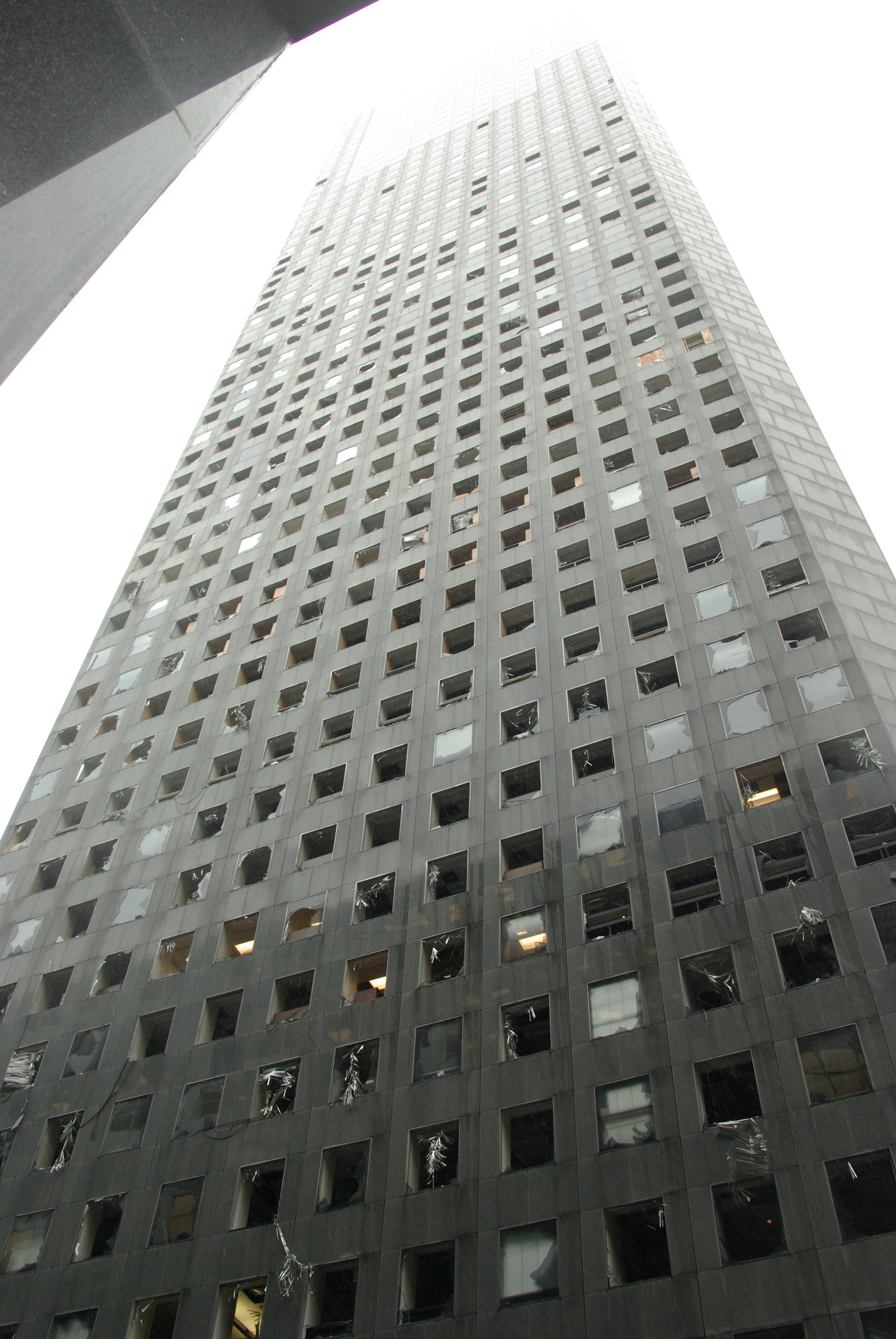
La JP Morgan Chase Tower après le passage de l'ouragan Ike en septembre 2008.

De nombreux ouragans se sont abattus sur la côte texane. Plusieurs ont frappé Houston, entraînant souvent morts et destructions. Lors de l'ouragan de 1900, Galveston fut très touché et perdit son statut de port majeur et de puissance économique du sud-est du Texas. Par la suite, le développement du canal de Houston ainsi que du port pétrolier ont donné son statut majeur à Houston. Les derniers ouragans ayant frappé Houston furent Alicia en 1983 et Rita mais la tempête tropicale Allison en 2001 a causé des milliards de dollars de dégâts et fait 43 morts. Allison a créé les pires inondations qu'ait connu Houston. Beaucoup de quartiers se sont transformés depuis la tempête et les plus anciennes maisons dans les quartiers ravagés ont été détruites puis remplacées par des habitations plus grandes et plus résistantes. Lors de l’ouragan Rita, Houston fut évacué mais n'a subi que des dégâts mineurs. En 2008, l'ouragan Ike a causé de nombreux dégâts à Galveston et a gravement endommagé Houston : les fenêtres de la JPMorgan Chase Tower (305 mètres de hauteur) ont volé en éclats.
Fin août 2017, la ville est frappée par l'ouragan Harvey dont l'impact est décrit comme le pire « jamais vu » et qui provoque de graves inondations dans la ville.

### Quartier et urbanisme
Quand la ville de Houston fut fondée en 1837, elle fut divisée en circonscriptions appelées wards. Ces wards ont par la suite donné naissance aux 9 districts qui composent la ville d'aujourd'hui.

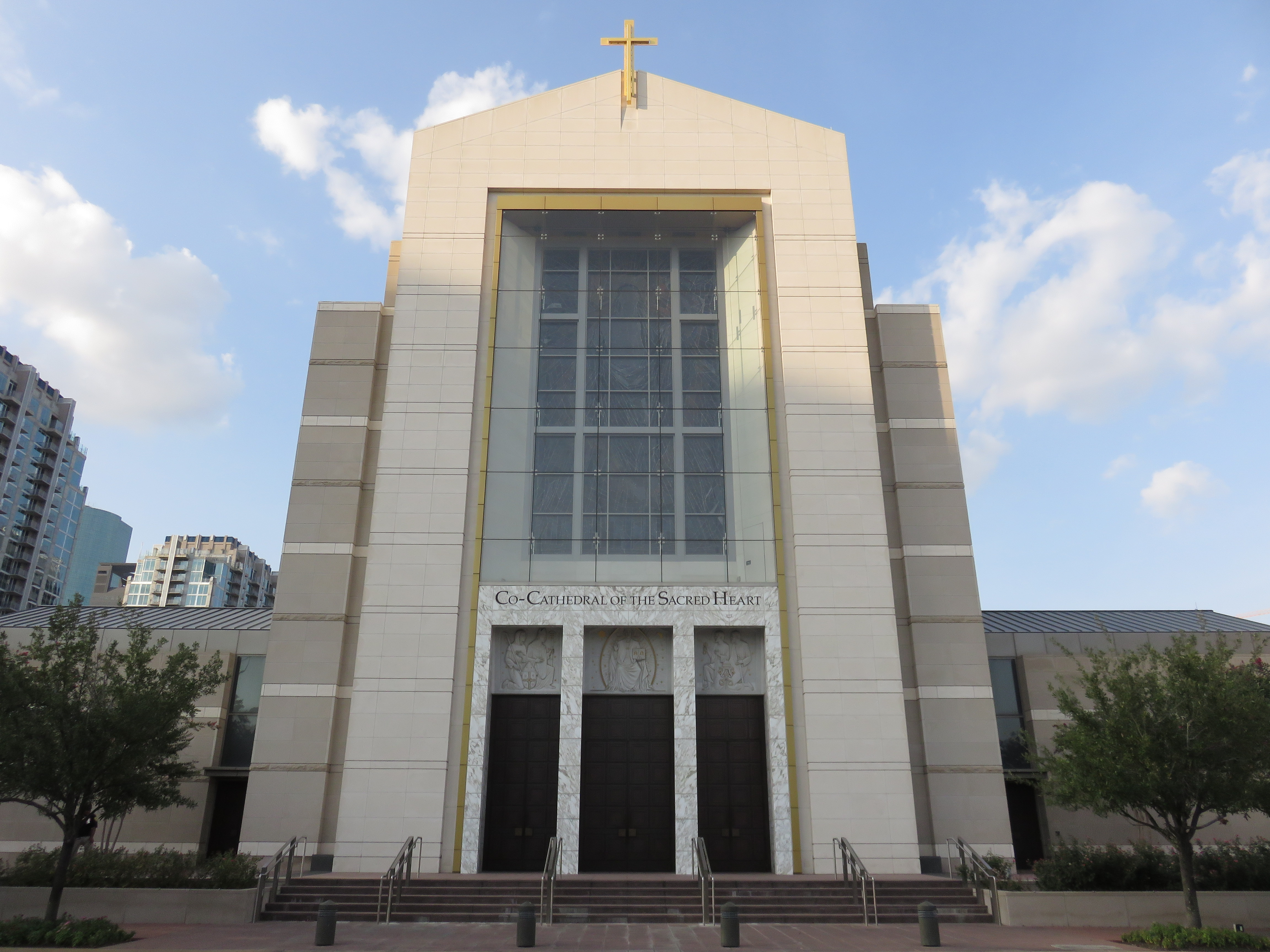
Cocathédrale du Sacré-Cœur de Houston

L'autoroute Interstate 610 sert de boulevard périphérique à la ville et forme une sorte de boucle autour de celle-ci. On la surnomme la loop 610 (la boucle 610) ou tout simple the loop (la boucle) et on classe souvent les endroits comme étant soit à l'intérieur, soit à l'extérieur de cette boucle. À l'intérieur du loop se situe le centre-ville (Central business district) et ses gratte-ciel tandis que le reste de la ville, les aéroports et les banlieues se situent en dehors.
L'autoroute 610 est plus qu'une simple autoroute, elle définit presque un style de vie et un état d'esprit. Celui qui habite à l'intérieur de la boucle ressemble plutôt au citadin typique, qui aime être près des musées, des universités, des événements, des parcs et des loisirs.
Une autre autoroute périphérique, la Texas State Highway Beltway 8 (appelée Beltway) ceinture la ville 8 km plus loin. Encore un autre périphérique, le Texas State Highway 99, appelé le Grand Parkway est actuellement en construction.
Houston s'est agrandi de manière assez désordonnée. La ville n'a pas un unique centre-ville ; cinq autres centres se sont développés dans l'agglomération. S'ils avaient été tous réunis, ils auraient alors formé le troisième centre-ville des États-Unis.
Houston comprend de nombreux édifices religieux dont la Cocathédrale du Sacré-Cœur de Houston inauguré en 2008.

## Voies de communication et transports

### Transport ferroviaire
Le train Sunset Limited (Los Angeles - New Orleans) de la compagnie Amtrak dessert la gare de Houston trois fois par semaine.

## Subdivisions de la ville

### Downtown Houston (centre-ville)

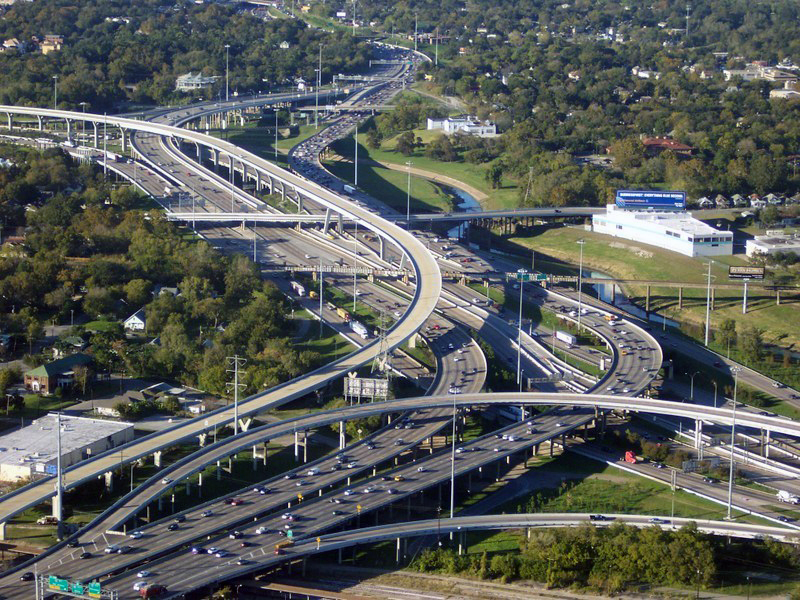
L'Interstate 45 et 10 qui traversent le centre-ville.

Aujourd'hui, le quartier d'affaires de Houston est l'un des plus importants des États-Unis, avec un grand nombre de gratte-ciel parmi lesquels le One Shell Plaza en 1971 (218 mètres, 50 étages) et le JPMorgan Chase Tower en 1982 (305 mètres, 75 étages), le plus haut immeuble du Texas et qui possède un belvédère au 60e étage. Malgré cette croissance urbaine, le centre a conservé quelques bâtiments du XIXe siècle autour d’old Market Square et dans le Sam Houston Park. Le Long Row reconstitue une rue commerçante du XIXe siècle. Le quartier culturel (Theatre District) abrite le Wortham Theater Center où se produisent le ballet et l'opéra de Houston. Le Jones Hall for Performing Arts et l’Alley Theater complètent l'offre culturelle de la ville.
Après la construction en 1987 de la tour Heritage Plaza (232,3 mètres, 52 étages), aucun gratte-ciel n'a été bâti dans la ville au cours des années 1990, hormis The O'Quinn Medical Tower at St. Luke's en 1990 (145,4 mètres, 25 étages). Il faudra attendre 2002, avec l'achèvement de la tour 1500 Louisiana Street (182,9 mètres, 40 étages) pour voir le mouvement repartir.

### Autres quartiers
- Gulfton
- Houston Heights

### Second Ward (Segundo Barrio, à l'est de la ville)
Second Ward est un quartier historique de l'East End de Houston, à l'est de la ville. Il est l'un des quatre quartiers originaux de la ville au XIXe siècle. La municipalité est aujourd'hui délimitée par Buffalo Bayou au nord, Lockwood Avenue à l'est, et les voies de chemin de fer au sud et à l'ouest. Sur son territoire se trouvent la Our Lady of Guadalupe School, l'école catholique la plus ancienne de la ville, ainsi que sa paroisse, fondée en 1912.

### Uptown Houston (quartier du Galleria, à l'ouest de la ville)
Le quartier du Galleria, ainsi que le reste de la ville, a subi une forte expansion dans les années 1970 et au début des années 1980. Une série d'immeubles de bureaux a été créée le long de la branche ouest de l'autoroute Interstate 610 (le West Loop) qui constitue le deuxième centre d'affaires de la ville. La plus grande réussite de son développement a été la construction de la Williams Tower (1986, Ex Transco tower), gratte-ciel historique de 274 m de haut. La Williams Tower était le fruit d'une époque unique à Houston, une période pendant laquelle les sociétés pétrolières étaient en plein essor et cherchaient d'immenses structures monumentales pour symboliser leur puissance.
À Uptown Houston se situent également d'autres édifices importants, dessinés notamment par des architectes renommés comme César Pelli et Philip Johnson. Pourtant, la construction massive d'immeubles de bureaux à Uptown s'est arrêtée quand l'économie de la ville s'est effondrée, lors de l'écroulement des prix de l'énergie dans les années 1980. Uptown comptait 2 380 000 m2 de bureaux en 2001, tandis que Downtown Houston en avait à peu près 4 000 000 m2. Vers la fin des années 1990, la ville a connu une croissance considérable dans la construction d'immeubles résidentiels de taille moyenne, généralement de 30 étages.

### Medical Center (sud de la ville)
Le Medical Center forme le troisième centre de la ville. Avec sa concentration de bâtiments hospitaliers, il constitue le plus grand centre médical du monde. Petite ville en soi, le Medical Center a aussi son lot de gratte-ciels, le plus reconnaissable d'entre eux est probablement le St Luke Hospital de l'architecte César Pelli qui fait penser, toutes proportions gardées (celui-ci ne mesure que 96 mètres de haut), aux fameuses Tours Petronas de Kuala Lumpur en Malaisie du même architecte. Le Medical Center est relié à Downtown par la seule ligne de tram de Houston.

### Greenway Plaza (sud-ouest de la ville, entre Downtown et Galleria)
Greenway Plaza est un petit centre d'affaires et résidentiel, dont les immeubles concentrés se détachent de l'horizon. Principalement composé de bureaux et de cabinets médicaux ou d'avocats, ce petit centre abrite aussi l'ancien Compaq Center, un ancien stade couvert pour basketball et concerts rock, racheté par Joel Osteen pour y établir une megachurch, la Lakewood Church.

### Sugar Land (sud-ouest de la ville, au-delà du Beltway 8)
Plus une communauté suburbaine qui s'est développée qu'un vrai centre de Houston, Sugar Land reste néanmoins satellitaire de cette dernière. Ville-dortoir par excellence, elle représente le rêve américain pour beaucoup de Houstoniens qui y trouvent des avenues boisées, des lacs artificiels avec jeux d'eau et des grandes villas.

### The Woodlands (nord de la ville, bien au-delà du Beltway 8)
Il s'agit d'une autre communauté suburbaine de Houston qui s'est énormément développée ces dernières années, mais qui reste néanmoins satellitaire de Houston. Similaire en architecture et stade de développement à Sugarland, The Woodlands est aussi un mini-centre de congrès et tente de développer, avec assez de succès, un centre-ville indépendant. On trouve aux Woodlands le Cynthia Woods Mitchell Pavilion, une scène en plein-air de concerts très populaire. Il y a la siège de quelques entreprises de pétrole.

## Toponymie
Le nom de Houston vient de Samuel Houston, chef de la révolution texane qui contribua au rattachement du Texas et plus particulièrement de la ville de Houston aux États-Unis.

## Histoire

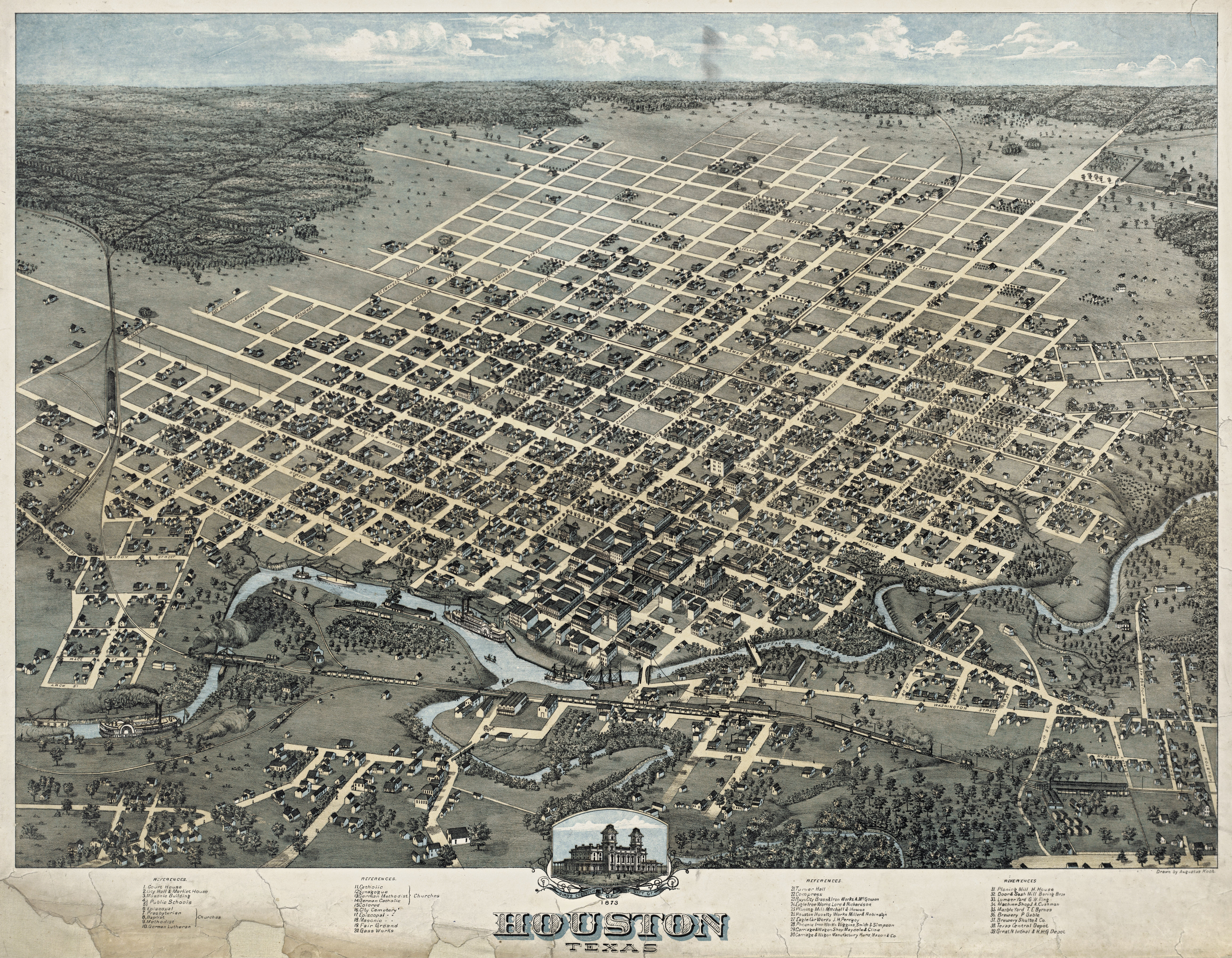
Plan de Houston en 1873.

En juillet 1836, John Kirby Allen et Augustus Chapman Allen, deux entrepreneurs de New York, ont acheté 27 km2 de terrain le long du Buffalo Bayou avec l'intention de fonder une ville. Les frères Allen ont décidé d'appeler la ville d'après Samuel Houston, le général qui remporta la bataille de San Jacinto contre les Mexicains et qui fut élu président de la république du Texas en septembre 1836.
Houston a été incorporé le 5 juin 1837 à l'État du Texas, avec pour premier maire James S. Holman. La même année, Houston est devenu la capitale du comté de Harrisburg (qui est maintenant le comté de Harris) ainsi que la capitale temporaire de la république du Texas, jusqu'à ce que le deuxième président texan Mirabeau Bonaparte Lamar la fasse déménager à Austin le 14 janvier 1839. En 1840, une chambre de commerce a été mise en place en raison du transport fluvial sur le Bayou et des entreprises nouvellement installées sur le port de Buffalo Bayou.
Dans les années 1860, Houston s'est développée grâce au commerce et à l'exportation du coton. Pendant la guerre de Sécession, la ville a servi de quartier général au Général John B. Magruder, entre autres pour l'organisation de la bataille de Galveston.
En 1900, Galveston a été détruite par un ouragan, et les efforts pour construire un port en eau profonde à Houston ont été accélérés. L'année suivante, du pétrole fut découvert à Spindletop près de Beaumont, qui devint un champ pétrolier, cette découverte a incité le développement de l'industrie pétrolière au Texas. En 1902, le président Theodore Roosevelt approuve un prêt de un million de dollars pour le projet d'amélioration du Houston Ship Channel. En 1910, la population de Houston a atteint 78 800 habitants, soit une augmentation de près de 100 % en une décennie, dont environ 24 000 habitants afro-américains.
Le 30 novembre 2018, le 41e président des États-Unis, George H. W. Bush, décède à cet endroit.

## Politique et administration

### Administration locale
Houston est le siège du comté de Harris. Une portion sud-ouest de la ville fait partie du comté de Fort Bend et une partie du nord-est de celui de Montgomery.

### Administration municipale

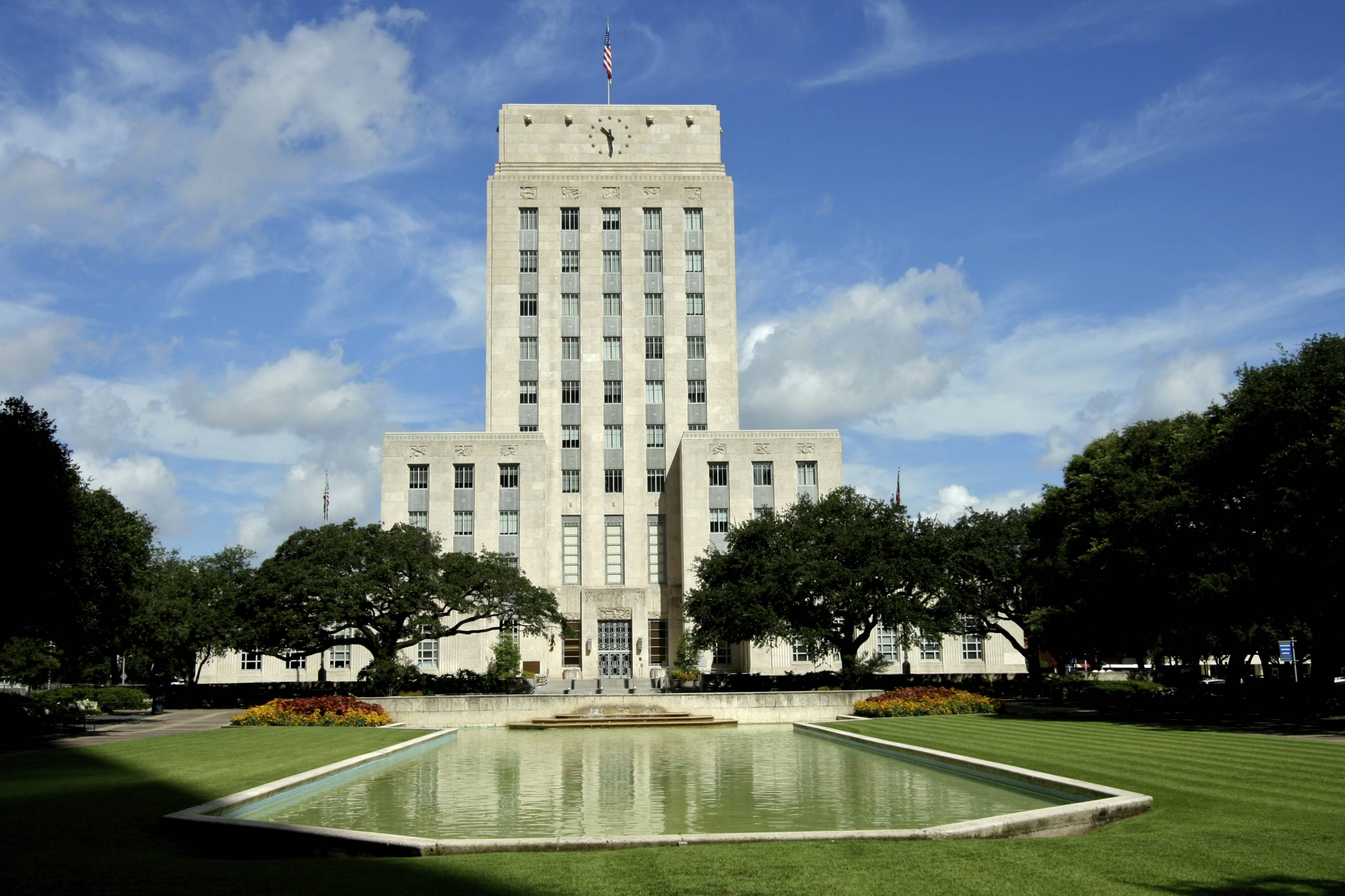
L'hôtel de ville de Houston.

Houston est une ville-comté qui fonctionne selon le système de la dévolution du pouvoir. Comme partout au Texas, les élections municipales sont apolitiques.
La ville est administrée par un maire, un contrôleur aux comptes et un conseil de seize membres, tous élus au suffrage universel pour un mandat de quatre ans et rééligibles une fois. Onze membres du conseil sont élus chacun dans un des onze districts, les cinq autres sont élus sur la totalité de la ville, qu'ils représentent tous de façon non partisane. Le maire actuel est Sylvester Turner.

### Les maires
| Période        | Période        | Identité           | Étiquette   | Qualité |
| -------------- | -------------- | ------------------ | ----------- | ------- |
| 1978           | 1982           | Jim McConn         | Républicain |         |
| 1982           | 2 janvier 1992 | Kathryn Whitmire   | Démocrate   |         |
| 2 janvier 1992 | 2 janvier 1998 | Bob Lanier         | Démocrate   |         |
| 2 janvier 1998 | 2 janvier 2004 | Lee P. Brown       | Démocrate   |         |
| 2 janvier 2004 | 2 janvier 2010 | Bill White         | Démocrate   |         |
| 2 janvier 2010 | 2 janvier 2016 | Annise Parker      | Démocrate   |         |
| 2 janvier 2016 | 2 janvier 2024 | Sylvester Turner   | Démocrate   |         |
| 2 janvier 2024 | en cours       | John Whitmire (en) | Démocrate   |         |

### Drapeau et sceau
Comme toute ville américaine, Houston possède son propre drapeau et son sceau.

## Économie

### Un centre économique de premier ordre
Houston est considérée comme la capitale mondiale de l’énergie. L’économie de la ville repose en effet en grande partie sur les industries de transformation du pétrole. Cependant, depuis la Seconde Guerre mondiale, la métropole diversifie ses activités économiques en développant la recherche biomédicale, l’aéronautique, les finances et les activités portuaires.
Les performances économiques de la ville reflètent son dynamisme. En 2006, le PIB de la MSA de Houston–Sugar Land–Baytown s’élevait à quelque 325 milliards de dollars : il était alors sensiblement supérieur au PNB de pays comme l’Autriche, la Pologne ou l’Arabie saoudite. Le taux de chômage dans la ville de Houston était de 3,8 % en avril 2008, soit le taux le plus bas depuis huit années.
Si Houston est une métropole de premier plan aux États-Unis, elle l’est aussi au niveau mondial : 40 États possèdent des représentations et des bureaux de commerce international et 23 chambres ou associations de commerce étrangères sont implantées à Houston. 20 banques étrangères représentant les intérêts de dix pays sont en activité à Houston.
Les atouts de la métropole ne manquent pas : une position stratégique près des gisements de pétrole du golfe du Mexique, une ouverture maritime vers le monde, des universités et des centres de recherche réputés, un coût de la vie relativement faible par rapport à d’autres villes d’envergure semblable.

### Pétrole et chimie

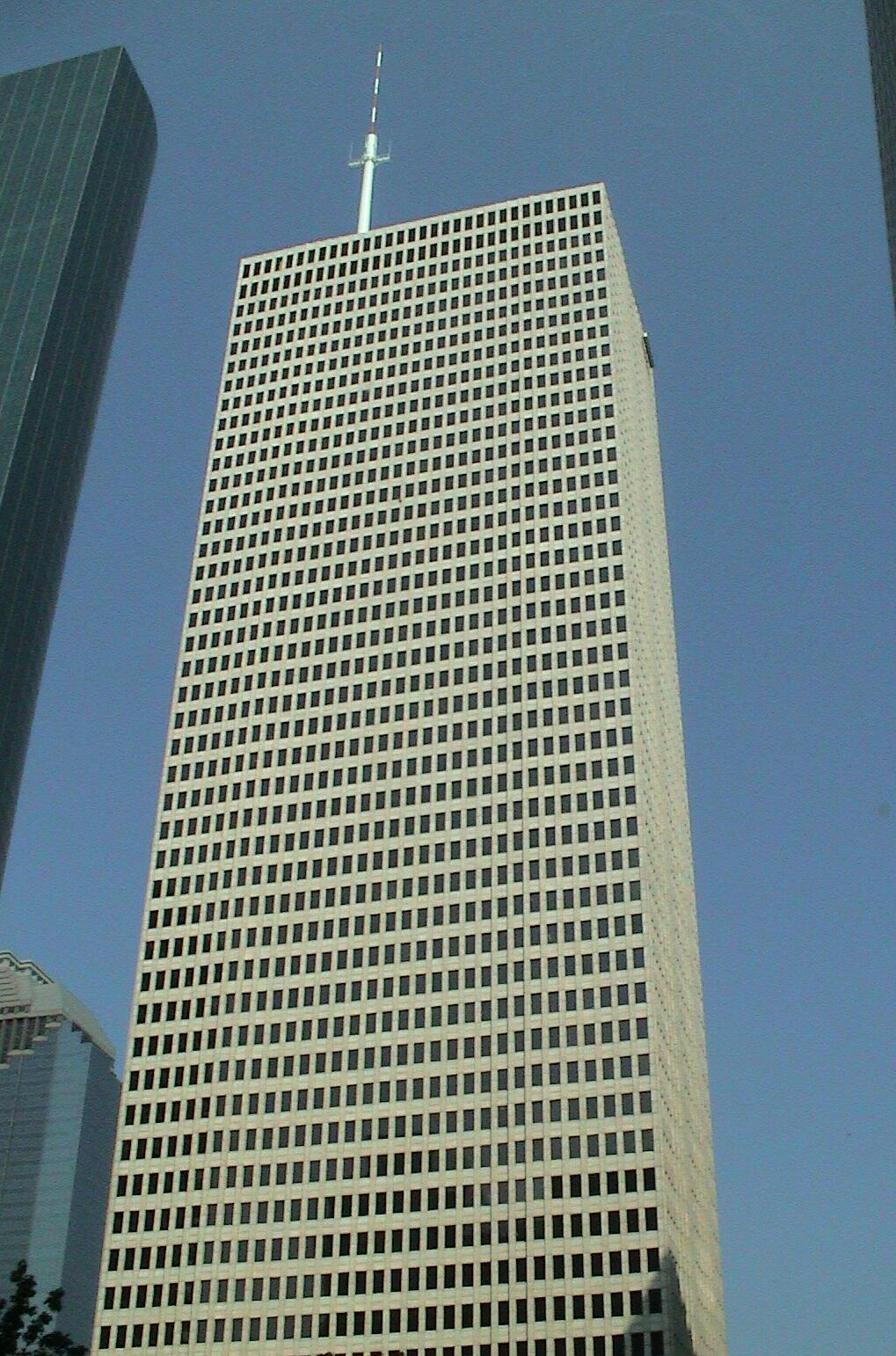
One Shell Plaza.

La ville constitue la plus grande zone de manufacture pétrochimique du monde, y compris dans les domaines de caoutchouc synthétique, insecticides et produits fertilisants. La région est aussi le centre principal du monde pour la fabrication des équipements pétroliers.
L’industrie pétrolière génère des centaines d’emplois annexes qui vont du forage en eau profonde jusqu'au nettoyage des cuves. La réussite de Houston en tant que centre pétrochimique résulte en grande partie de son canal maritime, le Port de Houston, lequel se trouve parmi les ports les plus importants des États-Unis et occupe la deuxième place au monde en tonnage étranger. Grâce au commerce, de nombreux habitants sont arrivés d'autres États américains, ainsi que de beaucoup de pays à travers le monde. Contrairement à la plupart des régions, où les hauts prix du pétrole sont considérés comme étant nuisibles pour l'économie, ces prix sont généralement bien vus à Houston puisque tant de personnes gagnent leur vie dans le secteur énergétique. Cependant, la concentration d’industries chimiques explique que l’air de Houston soit le plus pollué du pays.
La bonne santé économique de Houston a longtemps dépendu de l’industrie pétrolière. Ainsi, la découverte du pétrole près de Houston en 1901 a déclenché une première période de croissance économique qui provoqua d’importants flux migratoires : dès les années 1920, Houston comptait déjà presque 140 000 habitants. Avec la crise pétrolière de 1973, les cours du pétrole ont fortement augmenté, ce qui bénéficia à Houston et au Texas dans son ensemble. La demande du pétrole texan a augmenté, et beaucoup de personnes du nord-est du pays sont venus s’installer à Houston pour profiter de la croissance économique.
Cinq des six principales entreprises pétrolières ont implanté des bureaux à Houston : Total, ConocoPhillips, ExxonMobil, Shell Oil (installée dans l’immeuble One Shell Plaza), British Petroleum et Chevron. À côté de ses supermajors se trouvent des firmes moins importantes telles que Marathon Oil Corporation, Apache Corporation et Citgo. Le Grand Houston occupe la première place américaine pour la construction d’équipements pétroliers.
Une zone industrialo-portuaire, dominée par la pétrochimie s’est développée grâce au canal et au port de Houston, entre la ville et le golfe du Mexique. La prospection et la production d’hydrocarbures entrent pour 11 % des richesses produite par Houston : il était de 21 % en 1985. D’autres secteurs économiques se sont développés comme les services liés à l’ingénierie, à la santé et aux industries.

### Autres industries

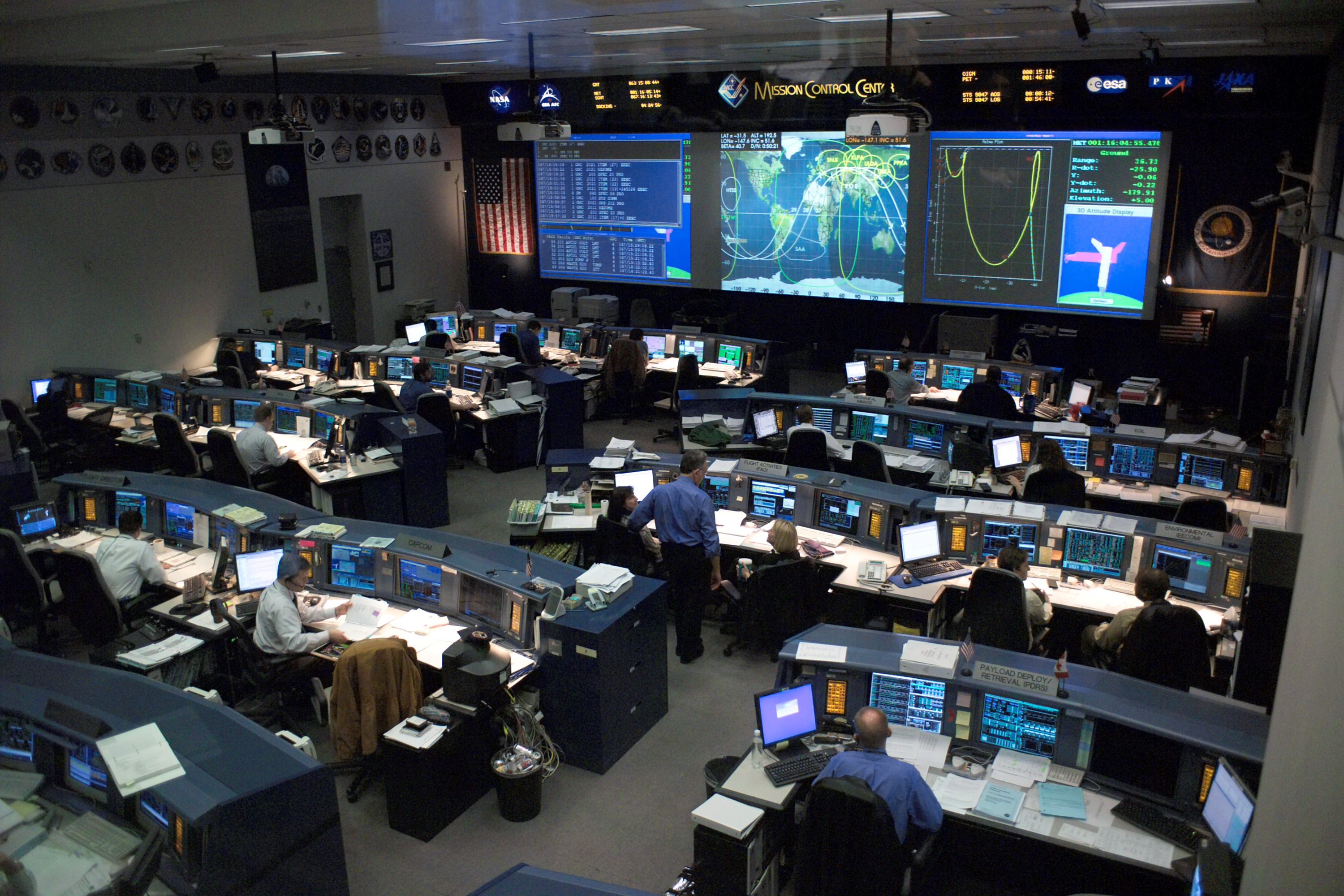
Centre de contrôle du Lyndon B. Johnson Space Center.

Parmi les industries traditionnelles présentes à Houston, la métallurgie est l’une des plus importantes avec près de 2 100 usines et ateliers employant un total de 67 000 salariés dans la région. Houston se pose en rivale de l’agglomération de Dallas pour les hautes technologies. Les 250 établissements de l’industrie électronique emploient quelque 20 000 personnes : la firme Hewlett-Packard est l’un grands employeurs de ce secteur. Houston est l’un des premiers pôles de l’aérospatiale américaine : le Centre spatial Lyndon B. Johnson est le plus grand centre de la NASA avec plusieurs milliers d’employés. Mais le secteur dépend fortement de l’engagement fédéral et de la politique spatiale américaine. C’est également à Houston que se trouve United Space Alliance, qui fait travailler plus de 10 000 personnes. L’agglomération a également développé les biotechnologies en liaison avec le Texas Medical Center. Le University of Texas Research Park s’étendra à terme sur 180 000 m2 et proposera des laboratoires et des bureaux pour les entreprises et les organisations. L’un des cinq centres de séquencement du génome humain des États-Unis se trouve au Baylor College of Medicine.

### Port de Houston
Avec 201 millions de tonnes de marchandises échangées en 2006, le port de Houston-Galveston est le 14e du monde, et le deuxième des États-Unis. Les activités industrialo-portuaires se sont développées le long du canal de Houston (Houston Ship Channel) et de la baie de Galveston.

### Secteur tertiaire

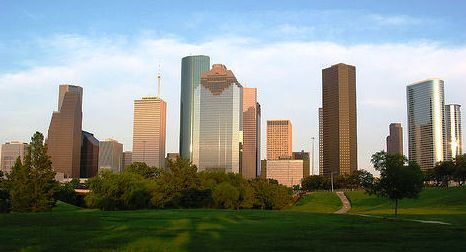
Le quartier des affaires de Houston.

Avec Dallas, Houston est le centre des finances du Texas. Les bureaux des grandes firmes et des banques se trouvent dans les CBD, mais aussi dans les edge cities de la banlieue. Les sociétés pétrolières sont particulièrement bien représentées. Selon le classement Fortune 500, Houston est deuxième après New-York en nombre de sociétés dont le siège est implanté dans la ville. La ville a tenté de développer une industrie financière, mais les sociétés qui avaient débuté à Houston ont fini par fusionner avec d'autres firmes à travers le pays. L'activité financière est encore essentielle dans la région, mais la plupart des banques de Houston n'y ont pas leurs sièges centraux. Pourtant, Houston est devenu plus récemment un grand centre de finance avec de nombreuses banques, dont beaucoup étrangères. Le secteur immobilier a également une importance considérable dans la région de Houston. Les centres de conférence de Houston attirent de nombreux visiteurs.

## Démographie
Houston est la quatrième plus grande ville des États-Unis et la neuvième agglomération des États-Unis. Les résidents de la ville de Houston sont appelés les houstonniens. Le bureau du recensement des États-Unis estimait en 2010, que la population de la ville était composée de 2 099 451 habitants, la classant ainsi 4e ville la plus peuplée des États-Unis. La même année, sa communauté d'agglomération était composée de 4 715 407 personnes, ce qui la classait 9e agglomération du pays. En 2020, il y avait 2 304 580 habitants dans la ville de Houston.
Si la ville de Houston était un État américain, elle se positionnerait en 36e place des États au niveau de la population, ses 2,01 millions d'habitants en 2004 la placerait derrière le Nevada et avant le Nouveau-Mexique,. En 2005, la zone de Houston comptait un peu plus de 5,5 millions d'habitants.

### Composition ethnique
| Ethnie                            | 1970   | 1990   | 2010   | 2020   |  |
| --------------------------------- | ------ | ------ | ------ | ------ |  |
| Blancs                            | N/A    | N/A    | N/A    | 51,5%  |  |
| —Blancs non hispaniques           | 62,4 % | 40,6 % | 25,6 % | 24,1 % |  |
| —Hispaniques et Latino-Américains | 11,3 % | 27,6 % | 43,8 % | 44,5 % |  |
|                                   |        |        |        |        |  |
| Noirs                             | 25,7 % | 28,1 % | 23,7 % | 22,8 % |  |
| Asiatiques                        | 0,4 %  | 4,1 %  | 6%     | 6,9 %  |  |

Houston a une large population d'immigrants d'Asie, dont une bonne partie de Viêtnamo-Américains, qui représentent 1,7 % de la population de la ville et 16,5 % de la population vietnamienne du Texas en 2010.

### Caractéristiques sociales
Lors du recensement de 2010, la ville compte 783 134 ménages, dont :
- 61,5 % de familles
  - 30,2 % de familles avec des enfants mineurs
    - 18,7 % de couples hétérosexuels avec enfants
    - 8,9 % de familles monoparentales dirigées par une femme
    - 2,6 % de familles monoparentales dirigées par un homme

  - 31,3 % de familles sans enfant mineur
- 38,5 % de ménages non familiaux
  - 31,0 % de personnes vivant seules
    - 6,9 % de personnes de plus de 65 ans.

La population de la ville s'élève en 2010 à 396 815 habitants, dont :
- 25,9 % a moins de 18 ans
- 65,1 % a de 18 à 65 ans
- 9,0 % a plus de 65 ans.

Houston a une large communauté homosexuelle concentré dans le Montrose, Neartown et le Houston Heights. Il est estimé que la zone métropolitaine de Houston est la 12e métropole comptant le plus de personnes lesbiennes, gays et bisexuelles aux États-Unis.
Selon l'American Community Survey, pour la période 2011-2015, 22,5 % de la population vit sous le seuil de pauvreté (15,5 % au niveau national). Ce taux masque des inégalités importantes, puisqu'il est de 28,6 % pour les Latinos et de 27,9 % pour les Afro-Américains contre 8,9 % pour les Blancs non hispaniques. De plus 35,1 % des personnes de moins de 18 ans vivent en dessous du seuil de pauvreté, alors que 18,7 % des 18 à 64 ans et 14,1 % des plus de 65 ans vivent en dessous de ce taux.

### Langues
Selon l'American Community Survey, pour la période 2011-2015, 52,90 % de la population âgée de plus de 5 ans déclare parler anglais à la maison, alors que 37,88 % déclare parler l'espagnol, 1,56 % le vietnamien, 1,56 % une langue chinoise, 0,71 % le japonais, 0,59 % l'arabe, 0,56 % le français et 4,47 % une autre langue.

## Une ville cosmopolite
Houston est surnommée « Gamma World City » et « Space City » car elle accueille le centre spatial Lyndon B. Johnson, qui héberge le centre de contrôle des missions (appelé plus familièrement « Houston » durant les missions spatiales). La ville offre un grand nombre de possibilités pour les affaires, un peu moins pour les loisirs et la culture, dont un quartier de théâtre renommé. À moins d'une heure du Golfe du Mexique, Houston est proche de plages ensoleillées et d'une des plus larges concentrations de bateaux de plaisance et d'attractions touristiques comme Kemah Boardwalk et Galveston Island.
C'est une ville très diversifiée et internationale pour ses secteurs comme le biomédical, l'énergie, l'industrie manufacturière et aérospatiale. En tant que ville portuaire, Houston a aussi une population très hétérogène d'immigrants venus de Chine, d'Indonésie, des Philippines, de Taïwan, de Corée du Sud, du Japon, du Viêt Nam, etc. Cet apport de population est en partie responsable de la jeunesse de la ville.
Houston a deux chinatown, ainsi que la troisième communauté vietnamienne des États-Unis. La rénovation du centre ville et de ses abords a poussé une partie de sa population dans d'autres quartiers de la ville. Environ 90 langues sont parlées dans l'agglomération. Plus de 100 000 Nigérians ont immigré ainsi que de nombreux Hispaniques qui forment la troisième communauté des États-Unis, comme en témoigne le théâtre bilingue Talento Bilingüe de Houston.
Houston est l'une des cinq villes américaines à avoir des compagnies permanentes dans les différentes disciplines artistiques, le Grand Opera, l'Orchestre Symphonique, le Ballet et le Grand Théâtre. C'est aussi l'une des rares à avoir une activité culturelle sur l'année et un centre majeur de l'art contemporain.
Il y a plusieurs musées dont le Menil Collection qui a été créé par la Française Dominique de Ménil qui a vécu dans la ville à partir des années 1940. Un autre musée retrace l'histoire du Texas : The Heritage Society Museum.
Le Centre Spatial est la vitrine officielle de la NASA avec le Centre spatial Lyndon B. Johnson. Le Centre Spatial est un endroit ludique où les visiteurs peuvent comprendre l'espace à travers différentes animations. C'est aussi le seul endroit où l'on peut voir des astronautes s'entraîner, toucher de la roche lunaire, poser une navette et visiter les coulisses de la Nasa.

## Arts et culture

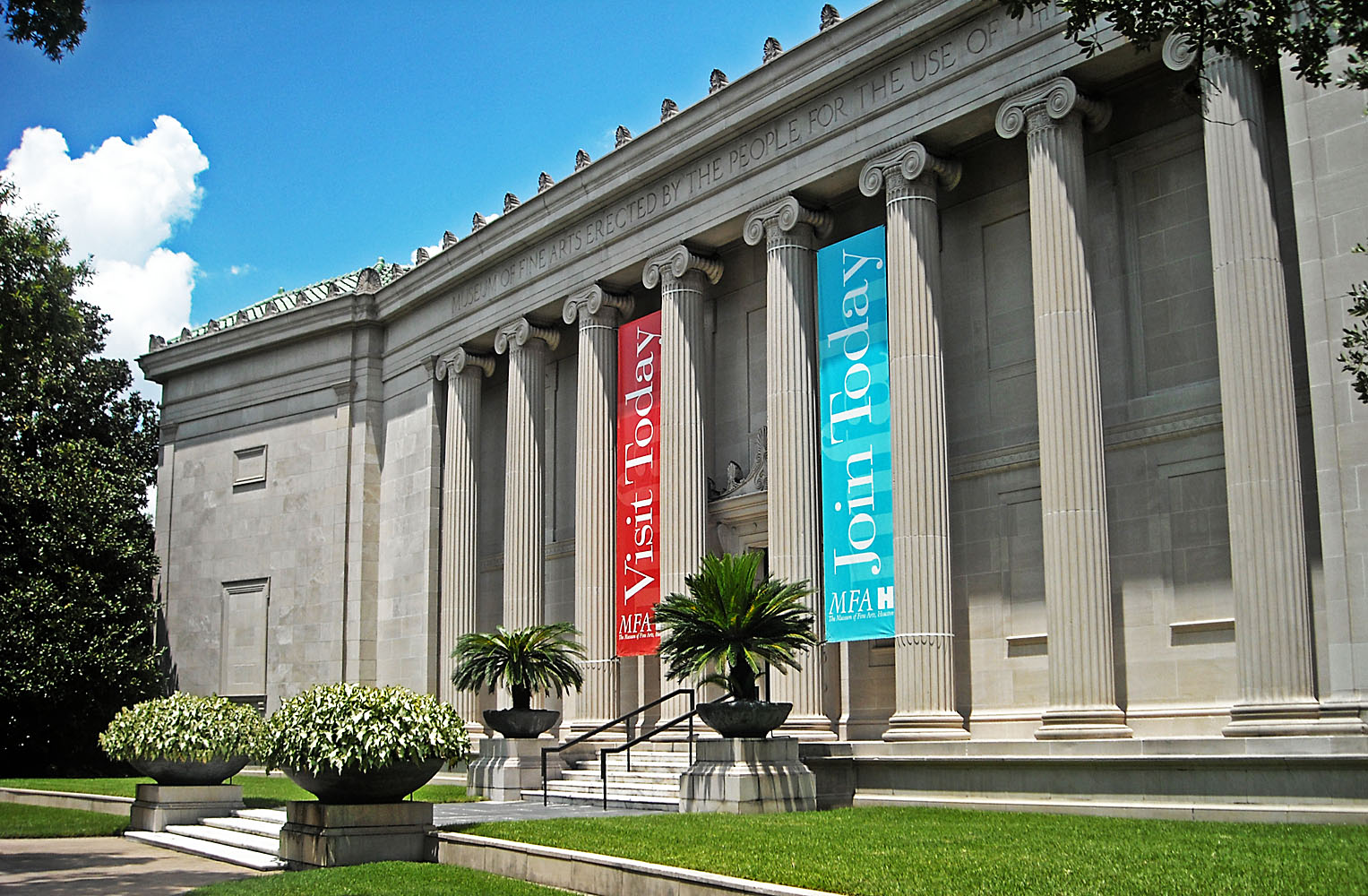
Musée des Beaux-Arts de Houston

Dans la catégorie des arts figuratifs, Houston compte un nombre impressionnant de galeries d'art, de musées et de lieux culturels.
Parmi les musées, il faut citer le Museum of Fine Arts qui compte une collection importante de maîtres européens. Un des bâtiments du musée est signé Ludwig Mies van der Rohe. Le musée abrite aussi un tunnel de lumière qui relie ses deux annexes, une œuvre de James Turrell.
La Menil Collection, abritée dans un bâtiment dessiné par Renzo Piano, possède un ensemble d'œuvres-clé de la période du Surréalisme, de René Magritte à André Breton en passant par Max Ernst. Elle inclut aussi une collection importante d'œuvres de pop-art et d'art premier. Liés à la Menil, et dans le même quartier, se trouvent la Rothko Chapel (une chapelle multiconfessionnelle dont les murs sont recouverts d'œuvres de très grande dimension de l'artiste), la Byzantine Fresco Chapel (une chapelle contemporaine qui a été créée spécialement pour abriter des fresques byzantines de Chypre menacées de disparition), l'annexe Cy Twombly qui est consacrée uniquement aux œuvres de cet artiste et enfin une exposition permanente de trois œuvres de lumière de l'artiste Dan Flavin dans un supermarché évidé et reconverti.
Houston compte aussi, entre autres, un Musée d'Art Contemporain, un musée de l'Holocauste et un important musée d'Histoire Naturelle ainsi que des lieux culturels uniques moins connus, comme le Isamu Noguchi Sculpture garden, un Skyspace de James Turrell, le Orange show et l'Art car museum.
Du côté des arts de scène, Houston est une des rares villes aux États-Unis à bénéficier de sa propre compagnie de danse, son orchestre et sa troupe d'opéra. De plus, la majorité des shows de Broadway y sont présentés en tournée. Houston est aussi fameuse pour son rodéo qui combine chaque soir pendant trois semaines en février-mars des vrais concours de rodéo à des concerts rock, country ou pop.

### Évènements
Le 13 janvier 1974, Houston accueillit au Rice Stadium pour la 1re fois de son histoire le Super Bowl VIII qui est la finale du championnat de football américain.
Le 1er février 2004, Houston accueillit au Reliant Stadium pour la 2e fois de son histoire le Super Bowl XXXVIII qui est la finale du championnat de football américain.
Le 5 avril 2009, Houston accueillit au Reliant Stadium pour la 2e fois de son histoire WrestleMania XXV qui est le plus gros show de l'année a la WWE.

### Tourisme et loisirs

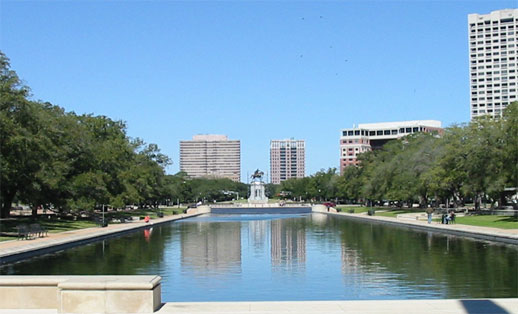
Hermann Park dans Houston.

Space Center Houston est le seul site de la NASA visitable par le public, il est dans le Centre spatial Lyndon B. Johnson. On peut y trouver de nombreuses activités interactives, ainsi qu'un historique autour de la conquête de l'espace.
On recense 337 parcs à Houston dont le Hermann Park, qui rassemble le zoo de Houston et le musée des sciences naturelles de Houston. Il y a aussi le lac de Houston Park, le Memorial Park de Houston, Tranquility Park, Sesquicentennial Park, Discovery Green (en) et le Sam Houston Park qui contient des maisons construites en 1823 et 1905. Comparée aux autres dix villes les plus peuplées des États-Unis, Houston a la plus grande superficie de parc et d'espace vert avec 228 km2. La ville a plus de 200 espaces verts, ce qui représente 79 km2, ils sont entretenus par la ville dont le Houston Arboretum and Nature Center. Le Houston Civic Center a été remplacé par le George R. Brown Convention Center, et le Jesse H. Jones Hall for the Performing Arts, lieu de l'orchestre symphonique de Houston et de la Society for the Performing Arts. Le Sam Houston Coliseum et le Music Hall ont été remplacés par le Hobby Center for the Performing Arts.
De plus il y a des attractions touristiques telles que le Houston Galleria, Old Market Square, le Downtown Aquarium, SplashTown et le Sam Houston Race Park. Le San Jacinto Battleground State Historic Site où une bataille de la révolution texane a eu lieu, se situe sur le tunnel du Houston Ship ; le parc héberge également un cuirassé : l’USS Texas (BB-35).

### Média
Le principal journal quotidien de Houston est le Houston Chronicle dont la société Hearst Corporation est propriétaire. Elle a également acheté le Houston post, qui fut pendant longtemps son principal concurrent, jusqu'à ce qu'il cesse d'être publié, en 1995. Le Houston Post était détenu par la famille du gouverneur de Houston, le Lieutenant Bill Hobby. Le seul autre journal présent dans la ville est l'hebdomadaire gratuit, le Houston Press dont le nombre de lecteur est de plus de 300 000 personnes.
Le Houston Community Newspapers est une source d'information pour les communautés dans et autour de la ville. Le Houston Community Newspapers publie 35 journaux locaux différents dont deux quotidiens et trente-trois hebdomadaires, depuis 1995.
Houston héberge dès 1986 le journal Arab Times de Osama Fawzi, distribué dans cinq États américains et l'Europe.

## Vie sociale

### Enseignement supérieur
Houston est le siège de la prestigieuse université Rice, une institution privée classée à la 17e position parmi les universités des États-Unis.
Il existe un système d'enseignement supérieur comprenant quatre universités dont l'Université de Houston, la plus grande avec plus de 35 000 étudiants. Cette université est le siège de plus de 40 instituts de recherches dont le plus prestigieux est spécialisé dans le droit.
Houston est le siège du Texas Medical Center (Centre Médical du Texas), qui regroupe de nombreux centres de recherche et d'institutions de soins comprenant le Baylor College of Medicine, University of Texas Health Science Center at Houston et le M. D. Anderson Cancer Center. Ce dernier est considéré comme l'un des meilleurs[réf. souhaitée] centres de lutte contre le cancer dans le monde, aussi bien pour le traitement, l'éducation et la recherche que pour l'accueil des malades.
La Texas Southern University est historiquement l'université noire de Houston.
Houston possède aussi deux universités religieuses, la catholique St. Thomas University et la protestante Houston Baptist University.

### Santé
Houston abrite le Texas Medical Center dont la réputation est internationale, et fait de la ville une référence dans le domaine de la santé.

### Sécurité

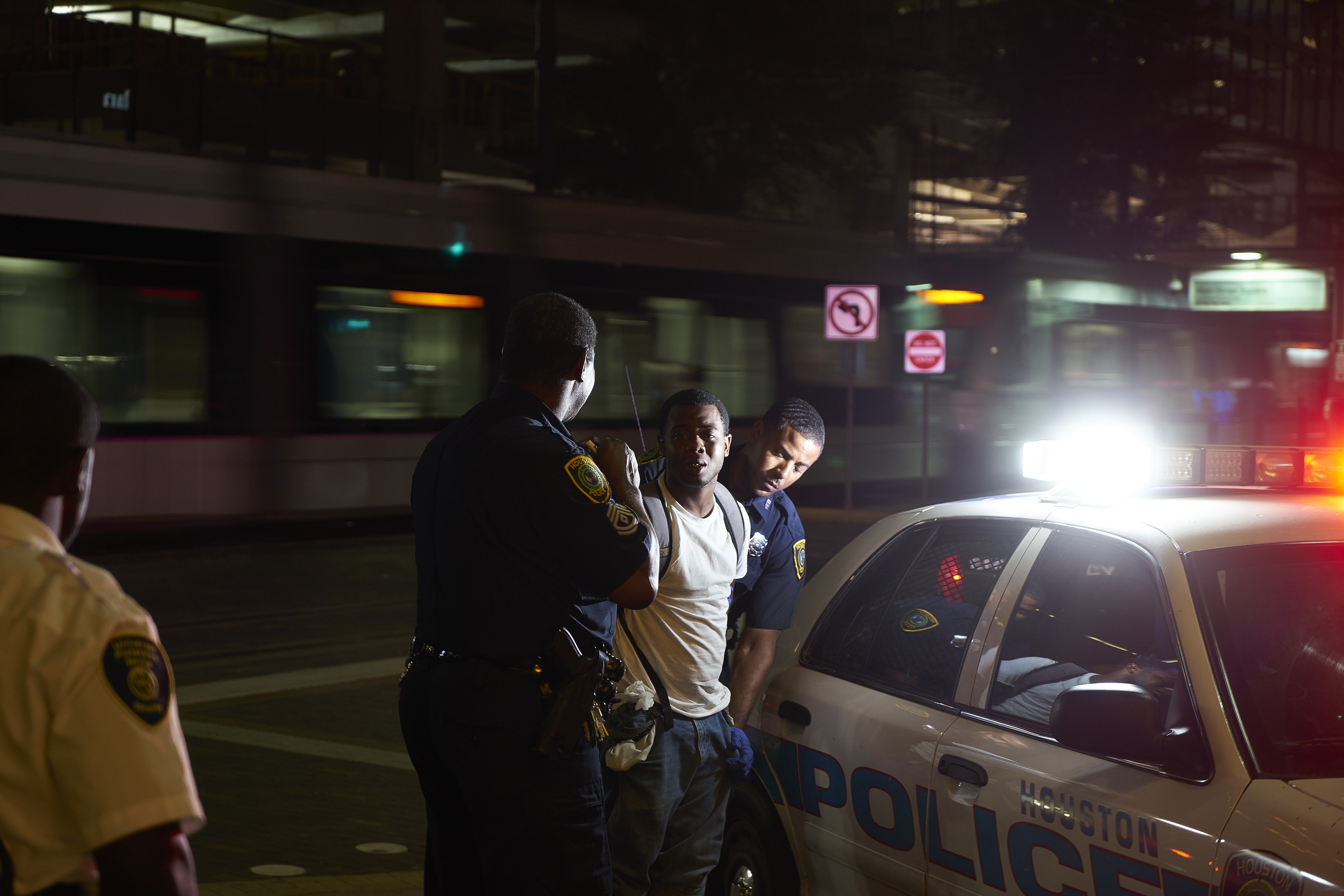
Houston Police, Downtown Houston.

La police de Houston est appelée Département de Police de Houston). Houston est la 11e ville des États-Unis pour le nombre de meurtre en 2005. Alors que les crimes sans violence ont diminué de 2 % en 2005 par rapport à 2004, le nombre d'homicide a augmenté de 23,5 % en 2005 comparé à 2004 Depuis 2005, Houston a connu une hausse de la criminalité, due en partie à un afflux de personnes de La Nouvelle-Orléans après l'ouragan Katrina. Après Katrina, le nombre de meurtre sur la ville de Houston a augmenté de 70 % entre novembre et décembre 2005 par rapport au niveau de l'année précédente sur la même période. Il y a 336 meurtres en 2005, c'était le record de la ville, en 2004 il y en avait eu 272. Le ratio d'homicide pour 100 000 habitants est de 16,33 en 2005 et de 17,24 en 2006. Le nombre de meurtres en 2006 a encore augmenté de 9 % pour atteindre 379. En 1996, il y avait environ 380 gangs et un peu plus de 8 000 membres ; dont environ 2 500 mineurs.

## Sports
| Équipe             | Ligue                    | Stade            | Fondation | Titres |
| ------------------ | ------------------------ | ---------------- | --------- | ------ |
| Dynamo de Houston  | MLS (football)           | BBVA Stadium     | 2005      | 2      |
| Astros de Houston  | MLB (baseball)           | Minute Maid Park | 1962      | 1      |
| Rockets de Houston | NBA (basketball)         | Toyota Center    | 1967      | 2      |
| Texans de Houston  | NFL (football américain) | NRG Stadium      | 2002      | 0      |
| Aeros de Houston   | LAH (hockey sur glace)   | Toyota Center    | 1994      | 2      |

## Voies de communication et transports

### Transport routier et autoroutier
Les autoroutes de Houston comptent un peu moins de 927 km de voie dans les dix comté de la zone métropolitaine.

### Transport en commun

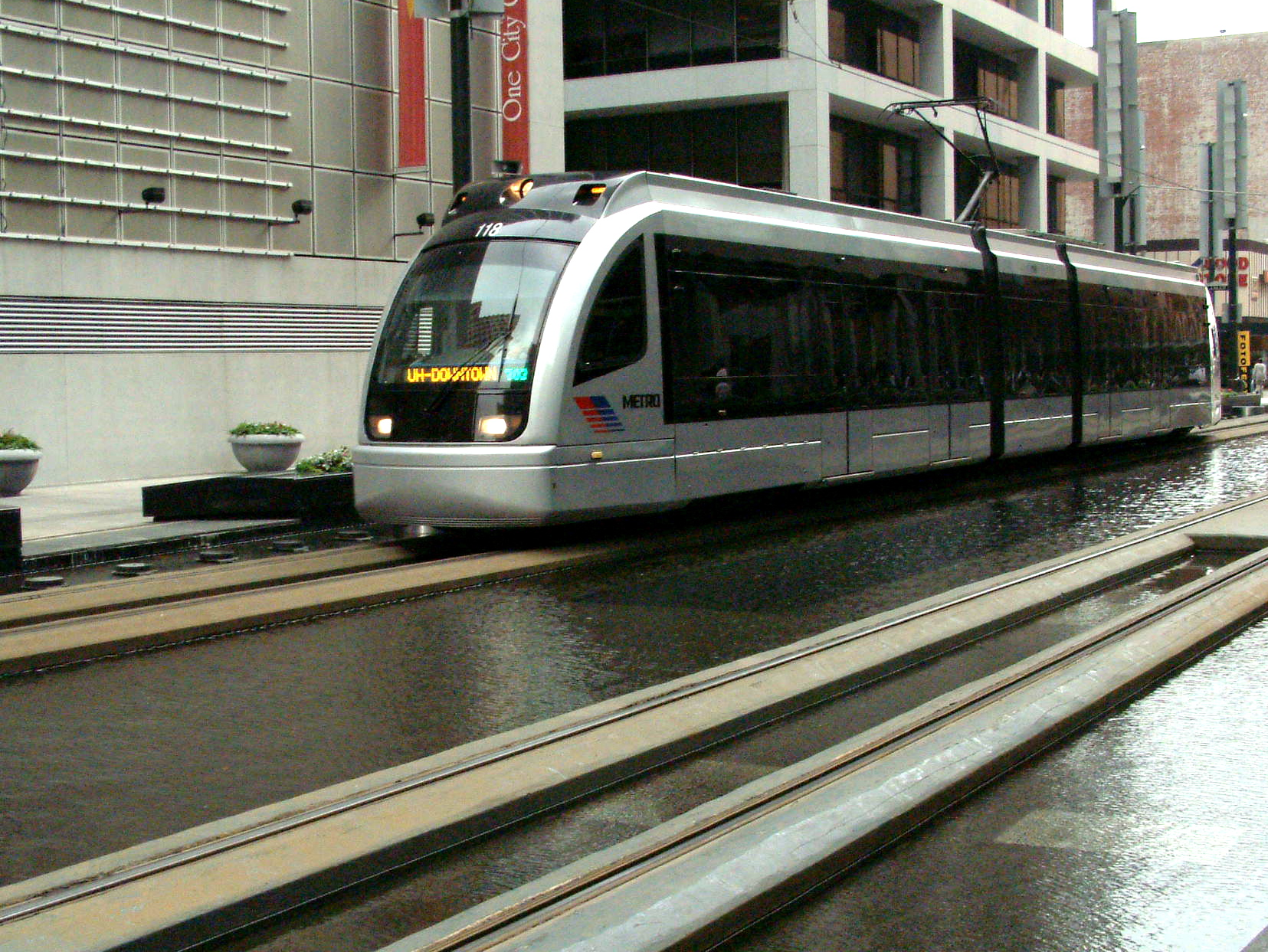
Métro léger de Houston.

La Metropolitan Transit Authority of Harris County, ou METRO, gère le réseau des transports en commun (réseau de bus) de la ville.
Houston possède un réseau de métros légers, géré par METRORail (filiale de METRO), qui comporte actuellement trois lignes.

### Transport aérien
Houston est desservi par deux aéroports principaux : l'aéroport intercontinental George Bush pour le trafic national et international et l'aéroport William P. Hobby pour les liaisons nationales (jusqu'en 1963, cet aéroport s'appelait Houston International Airport). L'aéroport Bush est une des plates-formes de correspondance de la compagnie United Airlines (après la fusion de Continental Airlines avec cette dernière) dont le siège social se situe à Chicago.

## Éducation
Le District Scolaire Indépendant de Houston (HISD) gère les établissements scolaires se trouvant sur son périmètre de compétence.
Awty International School est un établissement scolaire affilié au réseau des établissements d'enseignement français à l'étranger.

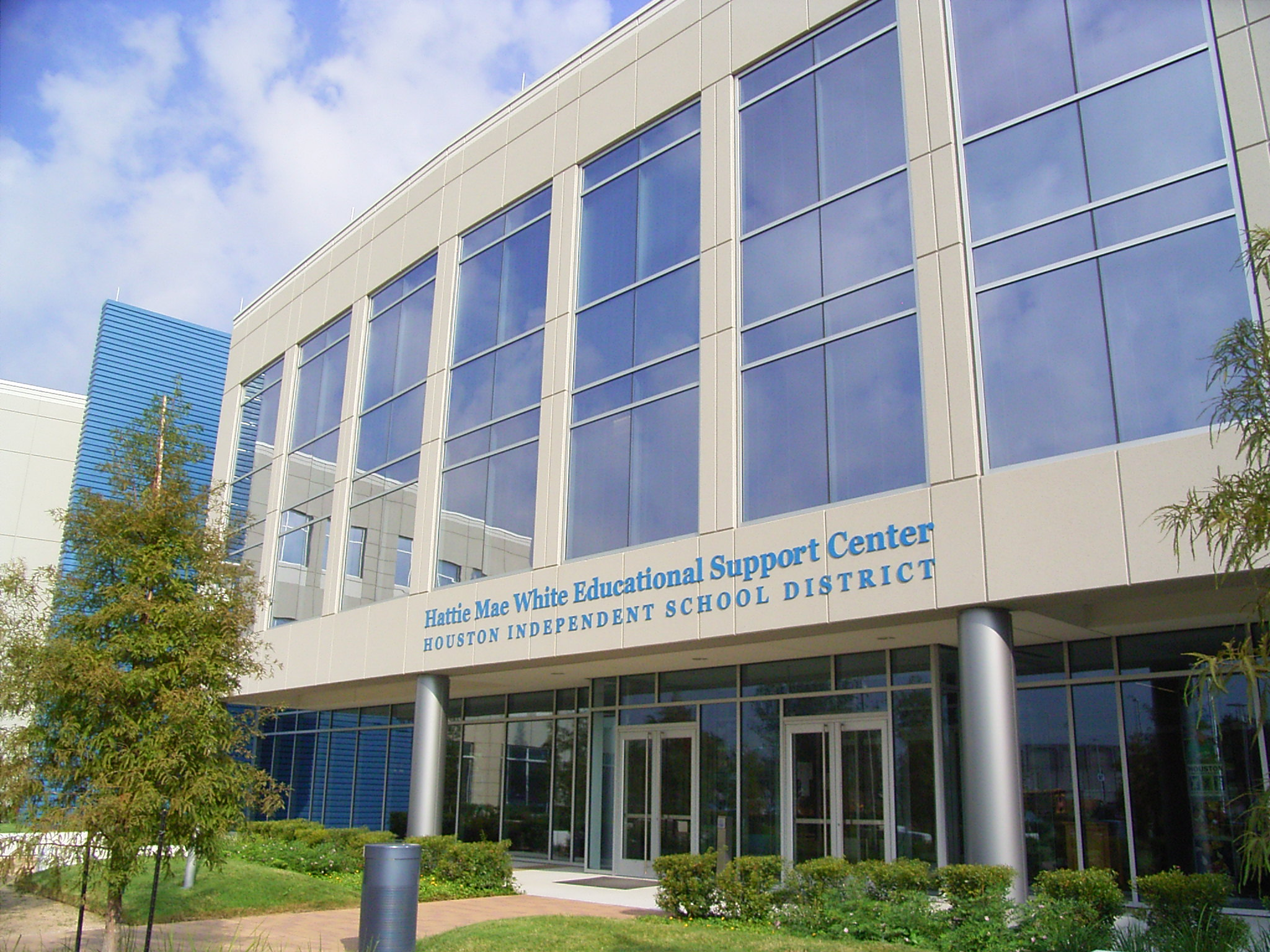
Le Hattie Mae White Educational Support Center (HMWESC), le siège du District Scolaire Indépendant de Houston.
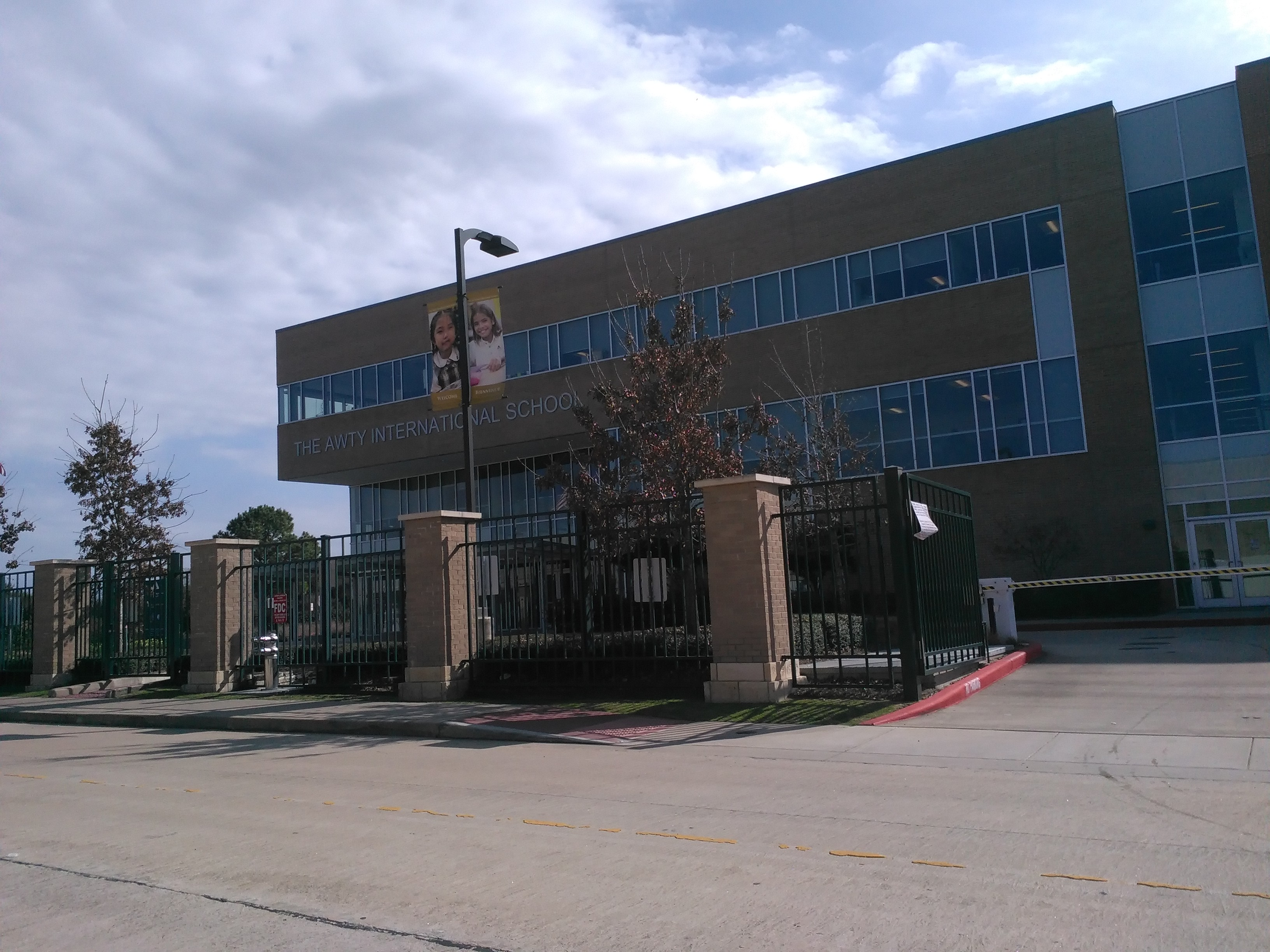
L'école Awty International School.

## Jumelages
Houston est jumelée avec 21 villes :
- Abou Dabi (Émirats arabes unis) depuis 2001 ;
- Bakou (Azerbaïdjan) depuis 1976 ;
- Chiba (Japon) depuis 1973 ;
- Edmonton (Canada) depuis 2008 ;
- Grampian (Écosse) depuis le 1er septembre 1979 ;
- Guayaquil (Équateur) depuis 1987 ;
- Huelva (Espagne) depuis 1969 ;
- Istanbul (Turquie) depuis 1986 ;
- Karachi (Pakistan) depuis 2008 ;
- Leipzig (Allemagne) depuis 1993 ;
- Luanda (Angola) depuis 2003 ;
- Nice (France) depuis 1973 ;
- Perth (Australie) depuis 1983 ;
- Shenzhen (Chine) depuis 1986 ;
- Stavanger (Norvège) depuis 1980 ;
- Taipei (Taïwan) depuis 1963 ;
- Tampico (Mexique) depuis 2003 ;
- Tioumen (Russie) depuis 1995 ;
- Naples (Italie) depuis 1975 ;
- Doha (Qatar) ;
- Wuhan (Chine) depuis 2016 .